# Harmstonia orscura
Harmstonia orscura är en tvåvingeart som beskrevs av Robinson 1967. Harmstonia orscura ingår i släktet Harmstonia och familjen styltflugor. Inga underarter finns listade i Catalogue of Life.